# Pulečný
Pulečný település Csehországban, Jablonec nad Nisou-i járásban. Pulečný Malá Skála, Rychnov u Jablonce nad Nisou, Frýdštejn, Jablonec nad Nisou és Dalešice településekkel határos. Lakosainak száma 494 fő (2024. január 1.).

## Népesség
A település lakosságának változását az alábbi diagram mutatja:
| Lakosok száma | 1083 | 1065 | 946  | 421  | 286  | 260  | 409  | 448  | 476  | 494  |
|               | 1869 | 1890 | 1921 | 1950 | 1980 | 2001 | 2017 | 2019 | 2022 | 2024 |